# Ronda de Donington da Fórmula Dois em 2009
A ronda em Donington Park foi a 5ª da Temporada de Fórmula 2 FIA de 2009. Foi realizada a 16 de Agosto de 2009 no circuito de Donington Park em North West Leicestershire, Reino Unido. A primeira corrida foi ganha Andy Soucek, com Mikhail Aleshin e Tobias Hegewald nos restantes lugares do pódio. A segunda corrida foi ganha por Julien Jousse, com Kazim Vasiliauskas e Mirko Bortolotti a completarem o pódio. Apenas 24 pilotos participaram na corrida, depois do acidente fatal de Henry Surtees na ronda de Brands Hatch deixar um "lugar" em aberto.

## Resultados

### Qualificação 1
| Pos | Piloto                 | Tempo    |
| --- | ---------------------- | -------- |
| 1   | Tobias Hegewald        | 1:23.116 |
| 2   | Mikhail Aleshin        | 1:23.429 |
| 3   | Andy Soucek            | 1:23.437 |
| 4   | Julien Jousse          | 1:23.460 |
| 5   | Miloš Pavlović         | 1:23.542 |
| 6   | Edoardo Piscopo        | 1:23.623 |
| 7   | Kazim Vasiliauskas     | 1:23.699 |
| 8   | Sebastian Hohenthal    | 1:23.702 |
| 9   | Robert Wickens         | 1:23.828 |
| 10  | Philipp Eng            | 1:23.939 |
| 11  | Mirko Bortolotti       | 1:24.029 |
| 12  | Armaan Ebrahim         | 1:24.244 |
| 13  | Jack Clarke            | 1:24.275 |
| 14  | Jason Moore            | 1:24.339 |
| 15  | Germán Sánchez         | 1:24.368 |
| 16  | Jolyon Palmer          | 1:24.391 |
| 17  | Carlos Iaconelli       | 1:24.413 |
| 18  | Alex Brundle           | 1:24.435 |
| 19  | Natacha Gachnang       | 1:24.472 |
| 20  | Tom Gladdis            | 1:24.515 |
| 21  | Nicola de Marco        | 1:24.674 |
| 22  | Henri Karjalainen      | 1:24.720 |
| 23  | Itália Pietro Gandolfi | 1:26.888 |
| 24  | Jens Höing             | 1:38.770 |

### Qualificação 2
| Pos | Piloto              | Tempo    |
| --- | ------------------- | -------- |
| 1   | Julien Jousse       | 1:23.507 |
| 2   | Sebastian Hohenthal | 1:23.635 |
| 3   | Mirko Bortolotti    | 1:23.681 |
| 4   | Kazim Vasiliauskas  | 1:23.709 |
| 5   | Edoardo Piscopo     | 1:23.714 |
| 6   | Andy Soucek         | 1:23.763 |
| 7   | Mikhail Aleshin     | 1:23.847 |
| 8   | Robert Wickens      | 1:23.884 |
| 9   | Tobias Hegewald     | 1:23.943 |
| 10  | Philipp Eng         | 1:24.003 |
| 11  | Miloš Pavlović      | 1:24.044 |
| 12  | Carlos Iaconelli    | 1:24.098 |
| 13  | Germán Sánchez      | 1:24.198 |
| 14  | Armaan Ebrahim      | 1:24.249 |
| 15  | Jason Moore         | 1:24.354 |
| 16  | Tom Gladdis         | 1:24.446 |
| 17  | Jolyon Palmer       | 1:24.472 |
| 18  | Henri Karjalainen   | 1:24.493 |
| 19  | Nicola de Marco     | 1:24.680 |
| 20  | Jack Clarke         | 1:24.718 |
| 21  | Alex Brundle        | 1:24.739 |
| 22  | Natacha Gachnang    | 1:25.046 |
| 23  | Jens Höing          | 1:25.894 |
| 24  | Pietro Gandolfi     | 1:26.951 |

### Corrida 1
| 1                                                                 | Andy Soucek         | 25 | 35:26.366 | 3  | 10 |
| 2                                                                 | Mikhail Aleshin     | 25 | +9.799    | 2  | 8  |
| 3                                                                 | Tobias Hegewald     | 25 | +11.976   | 1  | 6  |
| 4                                                                 | Edoardo Piscopo     | 25 | +12.848   | 6  | 5  |
| 5                                                                 | Philipp Eng         | 25 | +14.056   | 10 | 4  |
| 6                                                                 | Sebastian Hohenthal | 25 | +15.760   | 8  | 3  |
| 7                                                                 | Julien Jousse       | 25 | +16.289   | 4  | 2  |
| 8                                                                 | Armaan Ebrahim      | 25 | +29.596   | 12 | 1  |
| 9                                                                 | Jack Clarke         | 25 | +39.739   | 13 |    |
| 10                                                                | Mirko Bortolotti    | 25 | +41.514   | 11 |    |
| 11                                                                | Jason Moore         | 25 | +51.357   | 14 |    |
| 12                                                                | Germán Sánchez      | 25 | +55.939   | 15 |    |
| 13                                                                | Natacha Gachnang    | 25 | +1:00.663 | 19 |    |
| 14                                                                | Alex Brundle        | 25 | +1:26.951 | 18 |    |
| 15                                                                | Henri Karjalainen   | 24 | +1 volta  | 22 |    |
| 16                                                                | Jolyon Palmer       | 24 | +1 volta  | 16 |    |
| 17                                                                | Tom Gladdis         | 23 | +2 voltas | 20 |    |
| 18 (Ret)                                                          | Miloš Pavlović      | 21 | DNF       | 5  |    |
| 19 (Ret)                                                          | Carlos Iaconelli    | 17 | DNF       | 17 |    |
| 20 (Ret)                                                          | Pietro Gandolfi     | 15 | DNF       | 23 |    |
| 21 (Ret)                                                          | Robert Wickens      | 14 | DNF       | 9  |    |
| 22 (Ret)                                                          | Jens Höing          | 1  | DNF       | 24 |    |
| 23 (Ret)                                                          | Nicola de Marco     | 1  | DNF       | 21 |    |
| 24 (Ret)                                                          | Kazim Vasiliauskas  | 0  | DNF       | 7  |    |
| Volta mais rápida: Julien Jousse 1:24.293 (171.81kph) na volta 18 |                     |    |           |    |    |

Nota: DNS: Não começou a corrida; DNF: Não acabou a corrida

### Corrida 2
| 1                                                                 | Julien Jousse       | 25             | 38:28.770 | 1   | 10 |  |
| 2                                                                 | Kazim Vasiliauskas  | 25             | +15.116   | 4   | 8  |  |
| 3                                                                 | Mirko Bortolotti    | 25             | +17.858   | 3   | 6  |  |
| 4                                                                 | Andy Soucek         | 25             | +18.318   | 6   | 5  |  |
| 5                                                                 | Sebastian Hohenthal | 25             | +19.315   | 2   | 4  |  |
| 6                                                                 | Tobias Hegewald     | 25             | +19.948   | 9   | 3  |  |
| 7                                                                 | Mikhail Aleshin     | 25             | +20.383   | 7   | 2  |  |
| 8                                                                 | Miloš Pavlović      | 25             | +21.440   | 11  | 1  |  |
| 9                                                                 | Carlos Iaconelli    | 25             | +23.886   | 12  |    |  |
| 10                                                                | Philipp Eng         | 25             | +24.301   | 10  |    |  |
| 11                                                                | Germán Sánchez      | 25             | +32.270   | 13  |    |  |
| 12                                                                | Jolyon Palmer       | 25             | +33.001   | 17  |    |  |
| 13                                                                | Henri Karjalainen   | 25             | +33.729   | 18  |    |  |
| 14                                                                | Jack Clarke         | 25             | +37.285   | 20  |    |  |
| 15                                                                | Pietro Gandolfi     | 25             | +1:04.475 | 24  |    |  |
| 16 (Ret)                                                          | Natacha Gachnang    | 19             | DNF       | 22  |    |  |
| 17 (Ret)                                                          | Edoardo Piscopo     | 12             | DNF       | 5   |    |  |
| 18 (Ret)                                                          | Alex Brundle        | 5              | DNF       | 21  |    |  |
| 19 (Ret)                                                          | 12                  | Robert Wickens | 5         | DNF | 8  |  |
| 20 (Ret)                                                          | 31                  | Jason Moore    | 1         | DNF | 15 |  |
| 21 (Ret)                                                          | Tom Gladdis         | 1              | DNF       | 16  |    |  |
| 22 (Ret)                                                          | Armaan Ebrahim      | 0              | DNF       | 14  |    |  |
| 23 (Ret)                                                          | Nicola de Marco     | 0              | DNF       | 19  |    |  |
| 24 (Ret)                                                          | Jens Höing          | 0              | DNF       | 23  |    |  |
| Volta mais rápida: Julien Jousse 1:24.135 (172.13kph) na volta 22 |                     |                |           |     |    |  |

Nota: DNS: Não começou a corrida; DNF: Não acabou a corrida

## Tabela do campeonato após a ronda
Observe que somente as cinco primeiras posições estão incluídas na tabela.
Tabela do campeonato de pilotos
| Pos | Var     | Piloto          | Pontos |
| --- | ------- | --------------- | ------ |
| 1   | Estável | Andy Soucek     | 61     |
| 2   | Estável | Robert Wickens  | 39     |
| 3   | Aumento | Julien Jousse   | 37     |
| 4   | Estável | Tobias Hegewald | 34     |
| 5   | Aumento | Mikhail Aleshin | 33     |